# (5445) Williwaw
(5445) Williwaw es un asteroide perteneciente al cinturón de asteroides descubierto el 7 de agosto de 1991 por Henry E. Holt desde el Observatorio del Monte Palomar, Estados Unidos.

## Designación y nombre
Designado provisionalmente como 1991 PA12. Fue nombrado Williwaw en referencia al suceso acaecido en Anchorage. Un williwaw es una ráfaga repentina de aire frío que se dirige hacia el mar, común en las costas montañosas en latitudes altas. El monte Williwaw fue nombrado por el Club de Montañismo de Alaska en 1963 y se encuentra a 5445 pies sobre el nivel del mar. Es el punto más alto en el drenaje de Campbell Creek.

## Características orbitales
Williwaw está situado a una distancia media del Sol de 2,552 ua, pudiendo alejarse hasta 3,121 ua y acercarse hasta 1,984 ua. Su excentricidad es 0,222 y la inclinación orbital 6,115 grados. Emplea 1489,88 días en completar una órbita alrededor del Sol.

## Características físicas
La magnitud absoluta de Williwaw es 12,3. Tiene 8,797 km de diámetro y su albedo se estima en 0,301. 